# Bandeira da Ilha do Príncipe Eduardo
A Bandeira da Ilha do Príncipe Eduardo, Canadá, é uma bandeira desenhada a maneira do brasão provincial. A bandeira tem proporções 3:2. Os três lados que não estão junto ao mastro estão bordeados por listras alternadas de vermelho e branco.
Na parte superior da bandeira mostra o leão inglês heráldico que aparecia tanto no brasão de armas do Príncipe Eduardo,duque de Kent, que em sua homenagem foi nomeada a província, como no do Rei Eduardo VII. A parte inferior mostra uma ilha onde aparecem três pequenas mudas de carvalho (à eaquerda) – representando os três condados da ilha (Prince, Queens, e Kings) – sob a proteção de um grande carvalho que representa a Grã-Bretanha. Este simbolismo também se reflete no lema da província, Parva sub ingenti (o pequeno sob a proteção do grande).

## Ligação externa
- Governo da Ilha do Príncipe Eduardo, InfoPEI: Símbolos provinciais